# ستيبيوبالادينيت
الستيبيوبالادينيت هو معدن يحتوي على العناصر الكيميائية كالبلاديوم والإثمد. صيغته الكيميائية Pd5Sb2 . وهو معدن معتم «غير شفاف» يتراوح لونه من الأبيض الفضي إلى الرمادي الفولاذي ويتبلور على هيئة النظام البلوري سداسي الزوايا .
اُكتشف ظهوره لأول مرة في عام 1929م في مجمع بوشفيلد الناري (Bushveld igneous complex) في جنوب أفريقيا.